# جوهانس روبرت جنسن
جوهانس روبرت جنسن (بالدنماركية: Robert Jensen) هو لاعب هوكي الحقل دنماركي، ولد في 2 فبراير 1916، وتوفي في 2 أغسطس 1984.

## وصلات خارجية
- جوهانس روبرت جنسن على موقع أوليمبيديا (الإنجليزية)